# 朱利叶斯·汤姆森广场

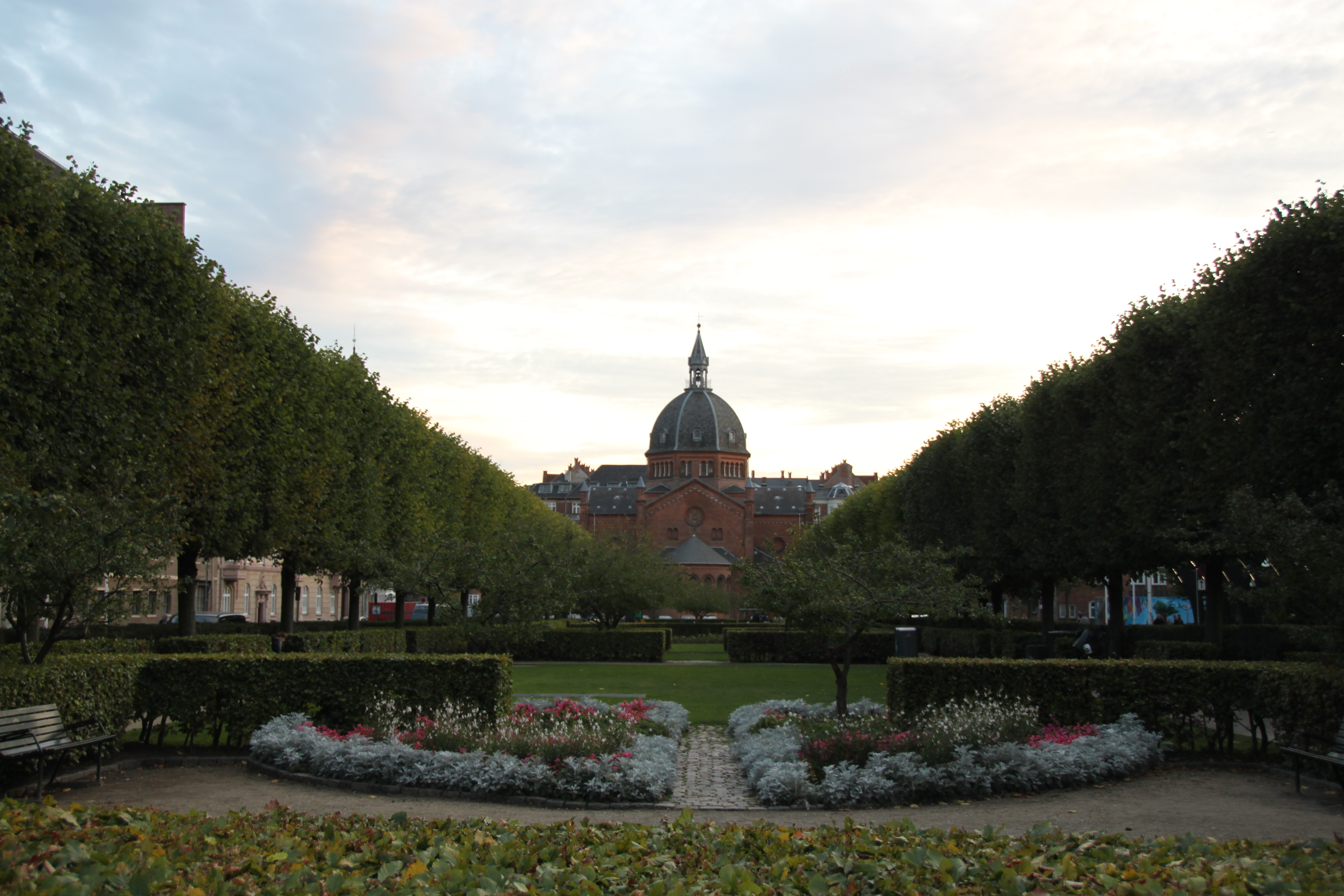
朱利叶斯·汤姆森广场和南侧的圣马可教堂

朱利叶斯·汤姆森广场（丹麦语：Julius Thomsens Plads）是一座狭长的长方形广场，其南北长、东西窄。位于丹麦首都大区腓特烈斯贝市镇。广场以丹麦化学家朱利叶斯·汤姆森（1826年—1909年）的名字命名。

## 图片集

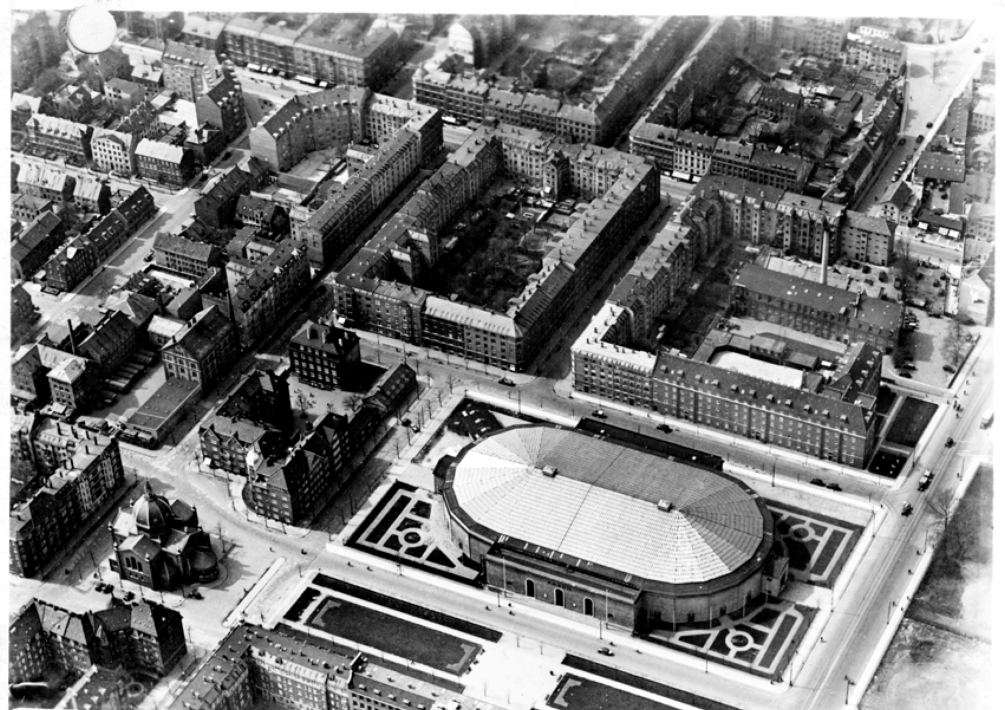
1935年前后的朱利叶斯·汤姆森广场和哥本哈根会展中心（图中平面大致呈椭圆形的建筑）航拍图。
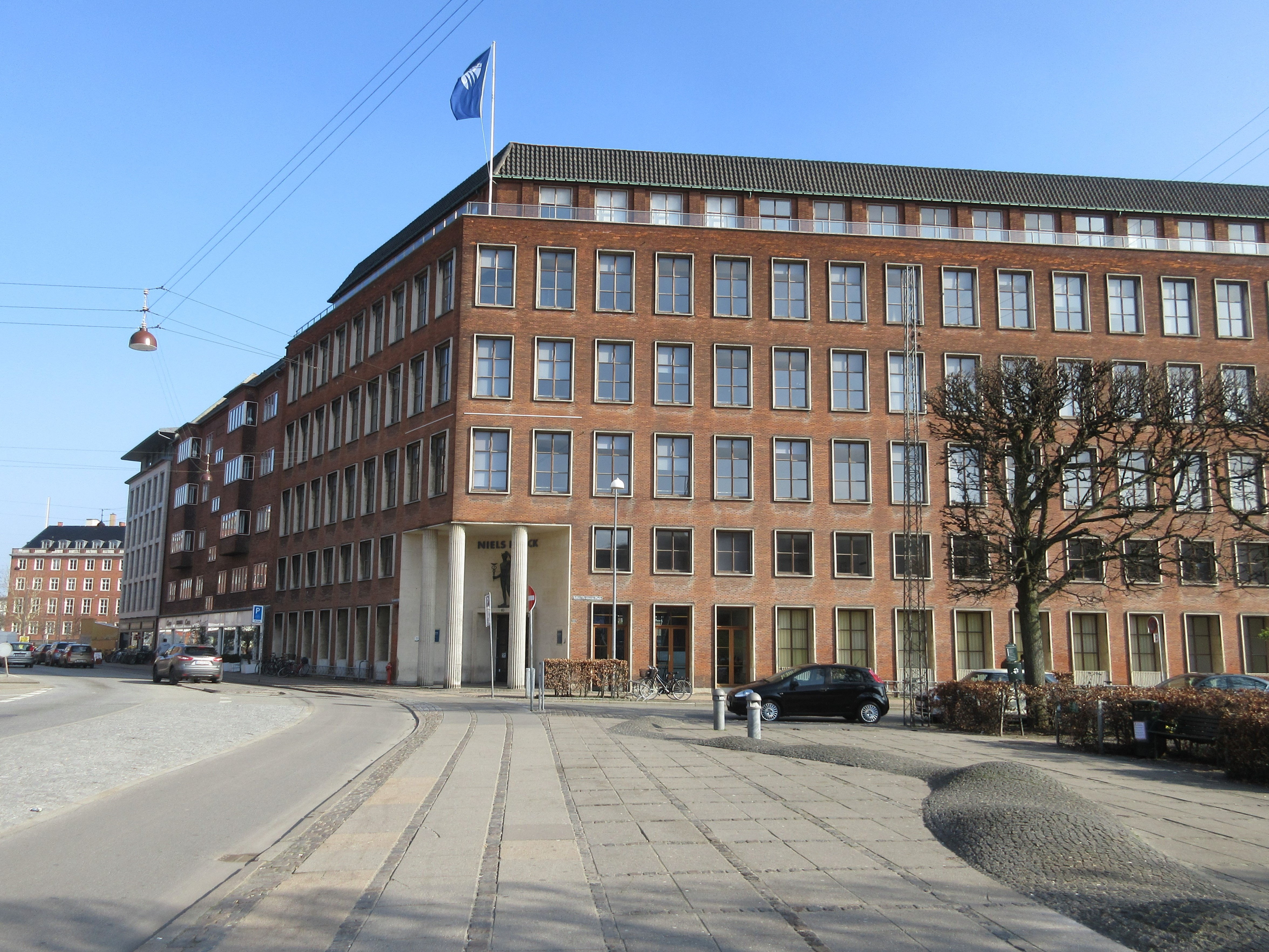
朱利叶斯·汤姆森广场东侧的尼尔斯·布劳克哥本哈根商学院（英语：Niels Brock Copenhagen Business College）
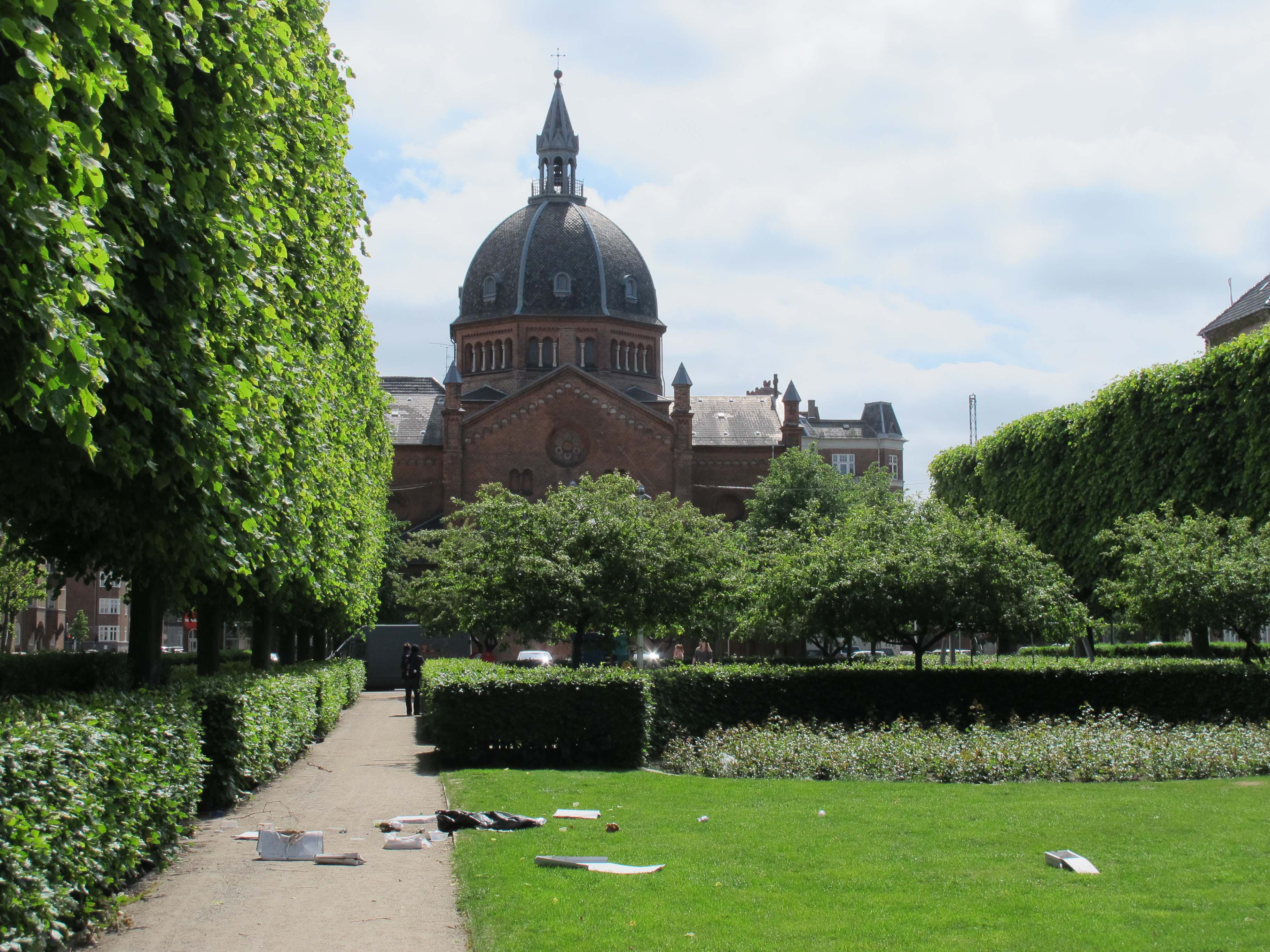
阳光明媚下的朱利叶斯·汤姆森广场和圣马可教堂
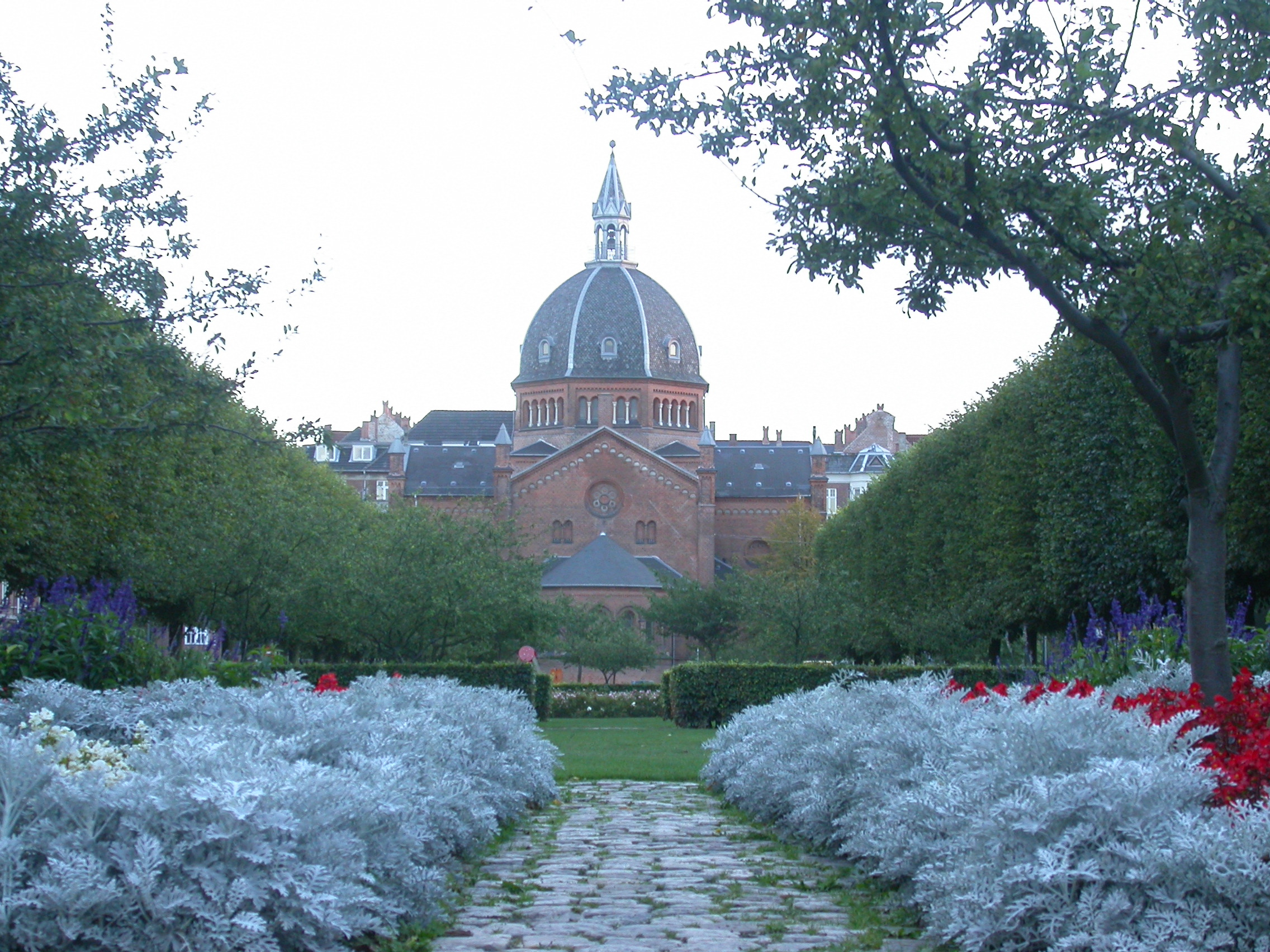
花团锦簇的朱利叶斯·汤姆森广场，背景中的建筑是圣马可教堂